# Whitney Moore

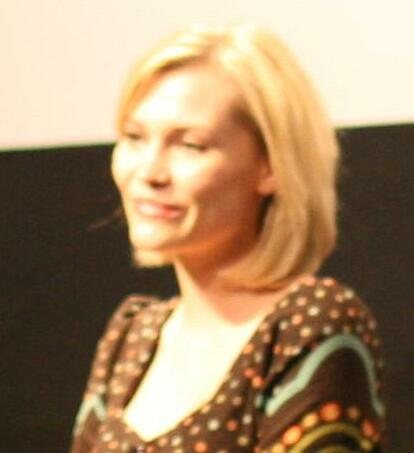
Whitney Moore (2010)

Whitney Suzanne Moore (* 22. Juni 1989 im Santa Clara County, Kalifornien) ist eine US-amerikanische Schauspielerin, Moderatorin und Filmschaffende.

## Leben
Moore wurde am 22. Juni 1989 im Santa Clara County geboren und wuchs mit einer älteren Schwester im kalifornischen Saratoga auf. Bereits im Kindesalter sammelte sie erste schauspielerische Erfahrungen als Darstellerin in Theaterproduktionen. Von 2010 bis 2011 studierte sie Kommunikation an der California State University, Northridge. Seit dem 28. September 2019 ist sie mit dem Fernsehproduzenten Jesse Mckeil verheiratet.
Ihr Schauspieldebüt gab Moore 2009 im Kurzfilm Student of Virginity. Im Folgejahr spielte sie die weibliche Hauptrolle der Nathalie im Horrorfilm Birdemic: Shock and Terror an der Seite von Alan Bagh. 2013 spielten die beiden erneut die Hauptrollen in der Fortsetzung Birdemic 2: The Resurrection. 2013 wirkte sie im Musikvideo zum Lied Started as a Baby des Sängers Jon Lajoie mit. 2014 hatte sie eine Nebenrolle im Film Angry Video Game Nerd: The Movie inne. 2016 spielte sie die weibliche Hauptrolle der Kate im Mockbuster Battlefield: Drone Wars. Von 2019 bis 2020 stellte sie in sieben Episoden der Fernsehserie Vampire: The Masquerade: L.A. By Night die Doppelrolle der Therese Voerman / Jeanette Voerman dar. Von 2019 bis 2021 war sie ebenfalls als Synchronsprecherin in der Zeichentrickserie Young Justice zu hören.
Seit 2012 tritt sie regelmäßig als Moderatorin in Erscheinung. Von 2018 bis 2019 war sie in fast 200 Ausgaben der Sendung DC Daily als Moderatorin im Einsatz. Seit 2015 ist sie im Format Geek & Sundry als Moderatorin zu hören. Als Produzentin war sie unter anderen von 2017 bis 2018 an der Fernsehserie Thrashtopia involviert.

## Filmografie (Auswahl)

### Schauspiel
- 2009: Student of Virginity (Kurzfilm)
- 2010: Birdemic: Shock and Terror
- 2010: A Horrible Way to Die – Liebe tut weh (A Horrible Way to Die)
- 2011: The Theatre Bizarre
- 2011: The Snake and Mongoose Chronicles: Episode 1 (Kurzfilm)
- 2011: The Snake and Mongoose Chronicles: Episode 2 (Kurzfilm)
- 2011: The Death and Return of Superman (Kurzfilm)
- 2012: Batman: Death Wish (Kurzfilm)
- 2012: COPS: Skyrim (Fernsehserie)
- 2012: Rotgut
- 2012: Addict (Kurzfilm)
- 2013: Birdemic 2: The Resurrection
- 2013: Snake & Mongoose
- 2013: Meet Me in Montauk (Kurzfilm)
- 2013: The Session (Kurzfilm)
- 2014: Angry Video Game Nerd: The Movie
- 2015: Betamax
- 2015: Beginner’s Guide to Sex
- 2015: Contracted: Phase II
- 2015: Catfish – Verliebte im Netz (Catfish: The TV Show, Fernsehserie)
- 2016: The Coach Who Clothed Them (Fernsehfilm)
- 2016: Battlefield: Drone Wars (Drone Wars)
- 2016: I Had a Bloody Good Time at House Harker
- 2016: Casual (Fernsehserie, Episode 2x07)
- 2016: The Friendless Five (Fernsehserie, 2 Episoden)
- 2016: Nuclear Family (Fernsehserie)
- 2016: Drugs & Other Love
- 2016: SourceFedNERD (Fernsehserie)
- 2016: Elf on the Shelf (Kurzfilm)
- 2016: Video Game Catz (Kurzfilm)
- 2017: Breakdown Lane
- 2017: Another Yeti a Love Story: Life on the Streets
- 2017–2018: Alternative Lifestyle (Miniserie, 2 Episoden)
- 2018: House of Demons
- 2018: High Tech (Fernsehserie)
- 2018–2019: Your Show (Fernsehserie, 2 Episoden)
- 2019: When Instagram Becomes Sentient (Kurzfilm)
- 2019: MAME Drop (Fernsehserie)
- 2019: Satanic Panic
- 2019: The Unauthorized Bash Brothers Experience (Kurzfilm)
- 2019: Solve (Fernsehserie, Episode 9x80)
- 2019: Girl Games
- 2019–2020: Vampire: The Masquerade: L.A. By Night (Fernsehserie, 7 Episoden)
- 2020: Couriers (Kurzfilm)
- 2020: Seed (Kurzfilm)
- 2020: The Downside of Bliss
- 2021: Dogwoods & Dustbowls (Fernsehserie)
- 2021: Palm Swings (Kurzfilm)
- 2021: True North (Kurzfilm)
- 2022: Evil Bong 888: Infinity High

### Musikvideos
- 2013: Jon Lajoie: Started as a Baby
- 2015: Savant: Kali 47
- 2015: Twinsmith: Said and Done

### Synchronisationen
- 2019–2021: Young Justice (Zeichentrickserie, 3 Episoden, verschiedene Rollen)

### Produktion
- 2017–2018: Thrashtopia (Fernsehserie, 7 Episoden)
- 2020: Metal Crush (Fernsehserie)
- 2021: Palm Swings (Kurzfilm; auch Drehbuch)

### Regie
- 2020: Seed (Kurzfilm; auch Drehbuch)

## Moderationstätigkeiten (Auswahl)
- 2012: Game Over (Fernsehsendung)
- 2015–2017: SourceFedNERD (Fernsehsendung, 8 Episoden)
- 2015–2017: SourceFed (Fernsehsendung, 2 Episoden)
- seit 2015: Geek & Sundry
- 2018–2019: DC Daily (Fernsehsendung, 197 Episoden)
- 2020: Tower Records Live! (Fernsehsendung)
- 2020: Fresh Daily by Rotten Tomatoes (Fernsehsendung, 3 Episoden)
- 2020: Metal Crush (Fernsehsendung)